# Gus'-Chrustal'nyj rajon
Il Gus'-Chrustal'nyj rajon (in russo Гусь-Хрустальный район?) è un rajon dell'Oblast' di Vladimir, nella Russia europea; il capoluogo è Gus'-Chrustal'nyj. Istituito nel 1929, ricopre una superficie di 4.370 chilometri quadrati e ospita una popolazione di circa 44.000 abitanti.